# Димос Николау
Димос Николау (на гръцки: Δήμος Νικολάου), известен като Олимпиос (Ολύμπιος, тоест Олимпиец) и Псародимос (Ψαροδήμος), е гръцки революционер, арматол, участник в Гръцката война за независимост и в Гръцкото въстание в Македония от 1854 година.

## Биография
Димос Николау е роден в 1805 година в село Радяни, Османската империя. Негов чичо е видният революционер Николас Катериниотис (Барутас). Димос Николау участва в Гръцката война за независимост, като се сражава от 1821 до 1827 година. Взима участие във военния съвет на олимпийските капитани през 1821 година в манастира „Свети Дионисий“ в Олимп, решил да изпрати 180 войници на помощ на Емануил Папас. Участва в Негушкото въстание в 1822 година, при чийто разгром загива брат му Георгиос, а сестра му Ана с едно от децата си е заловена. По-късно участва във втората битка при Врисакия в 1823 година и на други места заедно с братовчед си Адамандиос Николау. При Врисакия е тежко ранен и впоследствие умира брат му Анагностис, а при Ксирохори загива братовчедът на майка му Лякос, а при Аталанти синът на Емануил Папас и капитан Дилянгелос.
В 1854 година оглавява въстанието в Олимп заедно с Георгиос Захилас, Йоанис Диамандис, Евангелос Коровангос и Зисис Сотириу, също ветеран от Войната за независимост. Въстаниците овладяват западната част на Олимп след успешно сражение във Фламбуро, а след това напредват до предградията на Катерини. Но изтеглянето на Димитриос Каратасос от Халкидика и натискът на европейските консули ги принуждават да спрат активните военни дейстия.